# Trio Sōra
 (octobre 2020).
Il peut être nécessaire de l'améliorer pour respecter le principe de neutralité de point de vue. 

Le Trio Sōra est un trio avec piano français créé en 2015 à Paris. En 2024, il est composé de Pauline Chenais (piano), Fanny Fheodoroff (violon) et Angèle Legasa (violoncelle).
Le 26 avril 2024 le Trio Sōra publie un nouvel album chez La Dolce Volta, l'intégrale des Trios de Brahms.
Honoré de nombreux prix de concours internationaux — Borletti-Buitoni Trust Fellowship, Prix Hans Gal , Lauréates HSBC de l'Académie du Festival d’Aix-en-Provence, Special Prize de la Verbier Festival Academy, Parkhouse Award, Lauréate du Prix Charles Oulmont internationaux, le Trio a obtenu le Choc Classica de l’année 2021 pour son album BEETHOV3N, intégrale des trios de Beethoven paru chez Naïve en novembre 2020.
Le Trio Sōra est ambassadeur des pianos Pleyel depuis 2019.

## Historique
« Sōra » est à l'origine un prénom amérindien qui signifie : "oiseau qui chante en prenant son envol".
En 2015, trois musiciennes du Conservatoire National de Paris, Pauline Chenais (piano), Magdalēna Geka (violon) et Angèle Legasa (violoncelle), fondent le Trio Sōra. Approfondissant leurs connaissances de la musique de chambre auprès de la pianiste Claire Désert, les musiciennes poursuivent ensuite leurs études au sein de la Chapelle Musicale Reine Elizabeth de Bruxelles auprès du Quatuor Artemis. Le Trio Sōra se perfectionne également tout au long de son parcours auprès d'artistes tels que Mathieu Herzog, Gary Hoffman, Menahem Pressler, András Schiff, Tabea Zimmermann, le Quatuor Danel, le Quatuor Ébène...
En 2017, le Trio Sōra est pour la première fois invité à prendre part à l'Académie du Festival d'Aix-en-Provence. À l'issue de l'Académie, le Trio Sōra devient Lauréat du Prix HSBC de l'Académie d'Aix-en-Provence.
À l'automne 2017, le Trio Sōra remporte le Parkhouse Award sur la scène du Wigmore Hall de Londres.
En 2018, le Trio Sōra intègre l'Académie du Festival de Verbier (Suisse) et obtient le Special Prize de la Verbier Festival Academy.
En septembre 2018, le Trio Sōra est sélectionné pour participer au Concours international de musique de l'ARD de Munich, dont il est demi-finaliste.
En 2019, le Trio Sōra signe un contrat d'exclusivité avec le label Naïve et devient « ambassadeur Pleyel ».
Au mois de mai, Magdalēna Geka, cède sa place à Clémence de Forceville au violon.
Au début de l'année 2020, le Trio Sōra reçoit le prix Borletti-Buitoni Trust Fellowship et rejoint ainsi la prestigieuse famille d'artistes[citation nécessaire] du Trust Borletti-Buitoni (en), aux côtés notamment du Quatuor Ebène, de Nicolas Altstaedt, Gautier Capuçon, Khatia Buniatishvili, Vilde Frang, Sol Gabetta, Antoine Tamestit...
Le Trio Sōra se produit à travers la France et à l'étranger sur des scènes telles que le Wigmore Hall et le Southbank Centre de Londres, la Philharmonie de Paris, l'Auditorium du Louvre, le Théâtre des Bouffes du Nord, l'Opéra de Lille, l'Opéra de Toulon, les 2 Scènes de Besançon, le Festival d'Aix-en-Provence, la Folle Journée de Nantes, le Festival de la Roque d'Anthéron, le Festival de Verbier et l'Octogone de Pully (Suisse), le Palais des beaux-arts de Bruxelles et le Festival Musiq3 (Belgique), le Konzertverein de Schwerin et le Piano Salon Christophori (Allemagne)...
L'ensemble œuvre également à la mise en lumière des compositrices et de la création contemporaine et interprète régulièrement les œuvres de Fanny Mendelssohn, Clara Schumann, Dieter Ammann, Wolfgang Rihm, Eric Tanguy, Camille Pépin.
Le Trio Sōra a ainsi commandé un Triple Concerto à la compositrice canadienne Kelly-Marie Murphy, dont la création a eu lieu le 18 février 2022 à l'Auditorium de le Maison de la Radio, accompagné par le Philharmonique de radio France sous la direction de Mikko Franck.
À l'automne 2020, le Trio Sōra publie son premier enregistrement pour le label Naïve. Il s'agit d'un triple-album contenant l'intégrale des six grands trios avec piano de Ludwig van Beethoven, enregistrés dans la Salle de Musique du Théâtre Populaire romand (Suisse), reconnue pour la qualité de son acoustique. Les musiciennes ont ici à cœur[réf. nécessaire] de dévoiler — en opposition à l'image répandue faisant de Beethoven un personnage rebelle, asocial — toute la modernité et l'extraordinaire sensibilité du compositeur.
En avril 2021, Clémence de Forceville cède sa place au violon à Amanda Favier qui restera un an au sein du Trio avant l’arrivée de Fanny Fheodoroff en avril 2022.
Un second enregistrement voit le jour le 26 avril 2024 avec la publication d'un nouvel album, chez La Dolce Volta, de l'intégrale des Trios de Brahms.
Le Trio Sōra est ensemble résident de la Fondation Singer-Polignac.

## Instruments
- Fanny Fheodoroff joue un violon de Omobono Stradivarius instrument prêté par la Fondation Boubo-Music [8];
- Angèle Legasa joue un violoncelle de Giulio Cesare Gigli (1767)[8], instrument prêté par la Fondation Boubo-Music;
- Le Trio Sora est ambassadeur des Pianos Pleyel[1].

## Revue de presse / critiques
- "Le Trio Sōra, trois musiciennes à découvrir d'urgence", Backtrack, 2019[9].
- "Review, Trio Sōra, Concerts in the West, Bridport Arts Centre", Bridport and Lyme Regis News, 2019[10].
- "Fureur de jouer", Journal Zibeline, 2019[11].
- "Shaldon Festival, 2019 Concert Review", Shaldon Festival, 2019[12].
- "Un Trio féminin lumineux", Classicagenda, 2019[13].
- "Drei hochmusikalische Power-Ladies", Solothurner Zeitung, 2020[14].
- CHOC Classica, mars 2021
- Top Mezzo, mars 2021
- Album of The Year, The Times, 2021
- Takt1 Gold, janvier 2021

## Discographie
- BRAHMS, Trios avec piano, La Dolce Volta, 2024
- BEETHOVEN, Naïve, 2020[15].

## Enregistrement
Le Trio Sōra joue sur Piano Pleyel, ici sur le modèle quart de queue P170 BLK (de 2019), sur la chaine Youtube des Pianos Pleyel Consulter la chaîne, « PLEYEL : le romantisme à la française avec le Trio Sōra », « L.v. Beethoven, Trio en Si bémol Majeur, Op. 97 “Archduke” : I. Allegro moderato »  (par le Trio Sōra), Écouter l'enregistrement.

## Récompenses
- 2016 : "Prix d'Europe", décerné par le Conservatoire National Supérieur de Musique et de Danse de Paris
- 2016 : Prix OPEN du Cap Ferret Music Festival[16]
- 2016 : Prix Musique au Centre
- 2016 : Bourse « Oleg Kagan Memorial Fund », décernée par le Festival international de Musique de Chambre de Kuhmo (Finlande)
- 2016 : Prix « Musiciens entre Guerre et Paix », décerné par l'Académie Maurice Ravel[17]
- 2017 : Lauréat HSBC de l'Académie du Festival d'Aix-en-Provence[2]
- 2017 : Parkhouse Award - International Competition for chamber ensembles of piano with strings[3]
- 2018 : Special Prize de la Verbier Festival Academy[4]
- 2018 : Demi-finaliste - ARD Music Competition, Munich[18]
- 2019 : Prix du Public de Musée en Musique[19]
- 2020 : Trust Borletti-Buitoni (en) Fellowship[5]
- 2020 : Bourse FoRTE, décernée par la région Ile-de-France
- 2020 : Lauréat du Prix de la Fondation Charles Oulmont
- 2021 : Prix Han Gal de la Villa Musica